# (26146) 1994 PF27
1994 بي أف 27 (ويعرف أيضًا باسم (26146) 1994 بي أف 27 وفق تسمية الكوكب الصغير) (بالإنجليزية: 1994 PF27)‏؛ هو كويكب ضمن حزام الكويكبات.
اكتُشف هذا الجُرم الفلكي بواسطة إيريك والتر إلست في 12 أغسطس 1994، وترتيبه 26146 من حيث الاكتشاف.

## الوصف
اكتُشف 261461994PF في 12 أغسطس 1994 في مرصد لاسيلا، الواقع في صحراء أتاكاما، إقليم كوكيمبو في تشيلي، بواسطة عالم الفلك البلجيكي إيريك والتر إلست. وقد رصد المشروع 1,077 مشاهدة للكويكب إلى غاية 5 فبراير 2022 بتوقيت منطقة المحيط الهادئ، أي في مدة قدرها 10,546 يومًا (28.9 عام). تستغرق الفترة المدارية للكويكب 1,360 يومًا (3.7 عام).

## الخصائص المدارية
يتميز مدار هذا الكويكب بنصف محور رئيسي يبلغ 2.4 وحدة فلكية، وحضيض قدره 1.81 وحدة فلكية، وانحراف قدره 0.244 وزاوية ميلان 2.48 درجة بالنسبة لمسار الشمس. بسبب هذه الخصائص، أي نصف المحور الرئيسي بين 2 و3.2 وحدة فلكية وحضيض أكبر من 1,666 وحدة فلكية، يُصنف هذا الجُرم الفلكي وفقًا لقاعدة بيانات مختبر الدفع النفاث لأجرام النظام الشمسي الصغيرة كائنًا من حزام الكويكبات الرئيسي.

## وصلات خارجية
- (26146) 1994 PF27 في قاعدة بيانات مختبر الدفع النفاث لأجرام النظام الشمسي الصغيرة

- الاكتشاف · مخطط المدار ·  العناصر المدارية · المعلمات المادية

- (26146) 1994 PF27 على موقع ويكي سكاي: DSS2, SDSS, GALEX, IRAS, Hydrogen α, X-Ray, Astrophoto, Sky Map, Articles and images